# 1906 v letectví

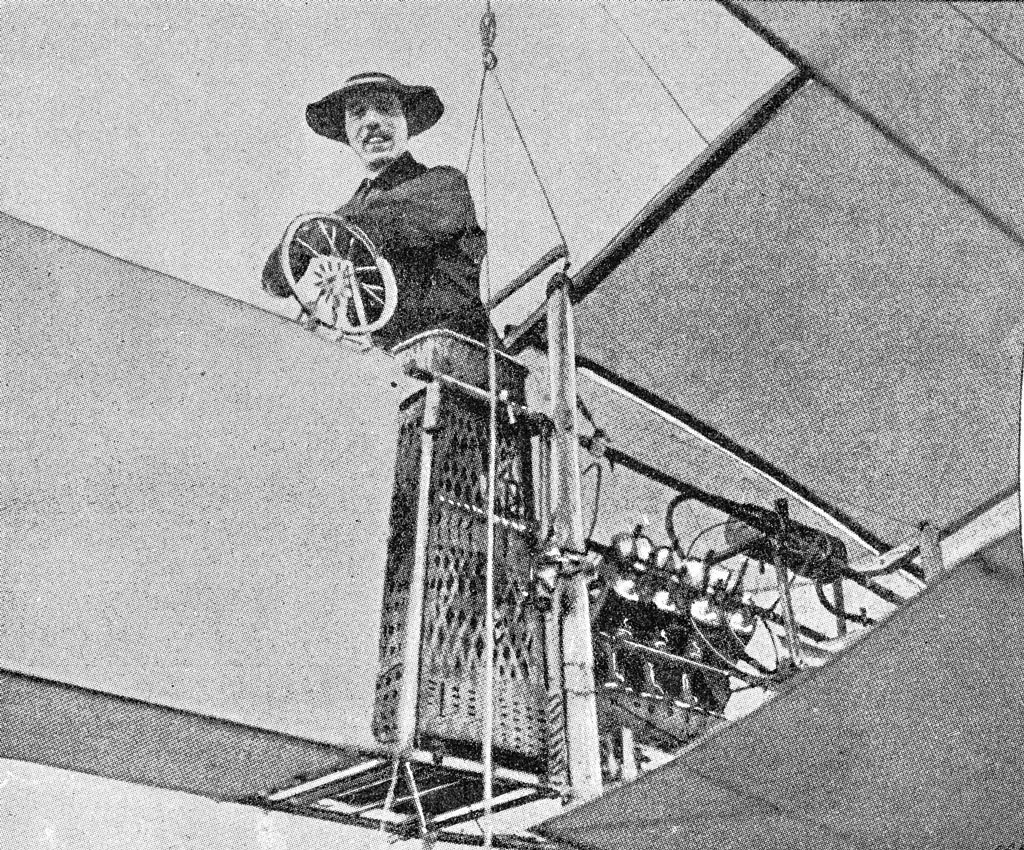
Alberto Santos-Dumont v roce 1906

Tento článek obsahuje seznam událostí souvisejících s letectvím, které proběhly roku 1906.

## Narození
- 7. února – Oleg Antonov, sovětský letecký konstruktér († 4. dubna 1984)

## První lety

### Leden
- 17. ledna – ztužená vzducholoď Zeppelin LZ 2, zničena při prvním letu

### Září
- 7. září – Alberto Santos-Dumont se svým letounem 14 bis provedl první ověřené lety v Evropě
- 30. září – v prvním ročníku Poháru Gordona Bennetta zvítězili Frank Purdy Lahm a Henry Hersey

### Říjen
- 9. října – ztužená vzducholoď Zeppelin LZ 3

### Listopad
- 16. listopad – poloztužená vzducholoď Le Patrie